# Удайдзин
Удайдзин (яп. 右大臣, うだいじん, Правый министр, Министр правой руки) — должность чиновника высокого ранга в Японии.
1. Один из председателей Палаты большого государственного совета в VIII—XIX веках. Руководил государственными делами. По рангу находился ниже верховного государственного министра и садайдзина. Другие названия — уфу (яп. 右府), усёдзё (яп. 右丞相), убокуя (яп. 右僕射), миги-но-оимоутигими, миги-но-отодо.
2. Один из председателей Палаты большого государственного совета в «системе Дайдзёкан» 1869—1885 годах, во времена реставрации Мэйдзи. Руководил государственными делами, был советником Императора.